# Чайки (Підляське воєводство)
Ча́йки (пол. Czajki) — село в Польщі, у гміні Соколи Високомазовецького повіту Підляського воєводства.
Населення — 119 осіб (2011).
У 1975—1998 роках село належало до Ломжинського воєводства.

## Демографія
Демографічна структура станом на 31 березня 2011 року:
|          | Загалом | Допрацездатний вік | Працездатний вік | Постпрацездатний вік |
| -------- | ------- | ------------------ | ---------------- | -------------------- |
| Чоловіки | 52      | 9                  | 39               | 4                    |
| Жінки    | 67      | 15                 | 36               | 16                   |
| Разом    | 119     | 24                 | 75               | 20                   |